# حركة حقوق الإنسان في الاتحاد السوفيتي
في الستينيات، بدأت حركة حقوق الإنسان في الظهور في الاتحاد السوفيتي. لم يكن للناشطين فيها أي معتقد مشترك في ما بينهم. رغب كثيرون بعدد من الحقوق المدنية، بما فيها حرية التعبير وحرية الدين وحق تقرير المصير الوطني. كان من المهم بالنسبة للبعض تأمين تقرير صريح في ما يتعلق بالأحداث في البلاد، وليس النسخة الخاضعة للرقابة المشددة التي تعرضها وسائل الإعلام الرسمية. كان يعتقد بعض «الشيوعيين المصلحين» أنه بالإمكان تغيير النظام السوفيتي نحو الأفضل
تدريجيًا، وتحت ضغط الإجراءات والردود الرسمية، حصل اندماج بين هذه الجماعات والمصالح المشتركة في ما بينهم وسط الانشقاق. ركز الكفاح لكسب الحقوق المدنية والإنسانية على قضايا حرية التعبير وحرية الرأي وحرية الهجرة والطب النفسي العقابي، بالإضافة إلى سوء وضع السجناء السياسيين. شمل هذا الكفاح انفتاحًا جديدًا للانشقاق، واهتمامًا بالقانون، ورفض أي نوع من أنواع الصراع «السري» والعنيف.
مثل غيرهم من المنشقين في الاتحاد السوفيتي ما بعد ستالين، تعرض الناشطون في مجال حقوق الإنسان لمجموعة واسعة من التدابير القمعية. تلقوا تحذيرات من الشرطة ولجنة أمن الدولة؛ فقد البعض وظائفهم، وسُجن آخرون أو وُضعوا في مستشفيات الأمراض النفسية؛ أُرسل المنشقون إلى المنفى داخل البلاد أو ضُغط عليهم ليهاجروا.

## رسائل الاحتجاج والعرائض
الموقعون هم أفراد وقّعوا سلسلة من العرائض للمسؤولين والصحافة السوفيتية ضد المحاكمات السياسية في منتصف إلى أواخر الستينيات. وصل تدفق الموقعين إلى أعلى درجة له أثناء محاكمة الكاتبين ألكساندر غينزبورغ ويوري غالانسكوف في يناير عام 1968. ردت السلطات على هذا التحدي من خلال منح كل موقّع خيارًا بين الارتداد عن فعلته أو تلقي بعض أشكال العقاب المهني. لكن رغم ذلك، وبحلول عام 1968، وقع أكثر من 1500 شخص على عرائض للاحتجاج على قضايا مختلفة.
كانت لاريسا بوغوراز وبافيل ليتفينوف أول المنشقين السوفييتيين الذين لجؤوا إلى الرأي العام العالمي، وقد كتبتا خطابًا صريحًا احتجاجًا على محاكمة مؤلفي كتابة الساميزدات ألكسندر غينسبيرج ويوري غالانسكوف في يناير عام 1968. أصبحت النداءات الموجهة إلى المجتمع الدولي وهيئات حقوق الإنسان في ما بعد وسيلة مركزية للمجموعات المنشقة المدنية الأولى مثل مجموعة العمل ولجنة حقوق الإنسان، فضلًا عن مجموعات هلسنكي للمراقبة.

## المظاهرات
نشأت مظاهرات فعالة لحركة حقوق الإنسان، رغم ضيق نطاقها وعددها القليل.
في 5 ديسمبر عام 1965 (يوم الدستور السوفيتي)، تجمع حشد صغير في موسكو، والذي أصبح يُعرف باسم (اجتماع غلاسنوست)، وشكلوا أول مظاهرة علنية وسياسية جرت في الاتحاد السوفيتي ما بعد حكم ستالين. ردًا على التهم الجنائية الموجهة ضد الكاتبين أندريه سينيافسكي ويولي دانييل (محاكمة سينيافسكي-دانييل)، تجمع عشرات من الأشخاص في ساحة بوشكين، مطالبين بإجراء محاكمة مفتوحة للجمهور ووسائل الإعلام، بحسب القانون الجنائي لعام 1961. كانت المظاهرة إحدى أوائل الإجراءات المنظًّمة لحركة الحقوق المدنية في الاتحاد السوفيتي. أصبحت التجمعات الصامتة في ذلك التاريخ حدثًا سنويًا.
تلت تلك المظاهرة واحدة أخرى مماثلة في يناير عام 1967، عندما احتج مجموعة من المتظاهرين الشباب على الاعتقالات الأخيرة لمؤلفي كتابة الساميزدات، وعلى إدخال مواد جديدة في القانون الجنائي والتي قيدت حق الاحتجاج.
ردًا على الغزو السوفيتي لتشيكوسلوفاكيا، تظاهر سبعة منشقين في 25 أغسطس عام 1968 في الميدان الأحمر (مظاهرة الميدان الأحمر لعام 1968). حُكم على المشاركين فيها لاحقًا بالسجن في معسكرات العمل الإلزامي، أو النفي إلى سيبيريا أو الحبس في مستشفيات الأمراض العقلية التابعة للسجون.
في 30 أكتوبر عام 1974، نظم المنشقون يومًا للسجين السياسي في الاتحاد السوفيتي، بهدف زيادة الوعي بوجود السجناء السياسيين ووضعهم في جميع أنحاء الاتحاد السوفيتي. تضمن هذا اليوم إضرابات عن الطعام في السجون ومعسكرات العمل الإلزامي، وأصبح حدثًا سنويًا مخصصًا للسجناء السياسيين في معسكرات العمل.

## مجموعات المراقبة المدنية
بدءًا من مجموعة العمل (المبادرة) التي تشكلت في عام 1969 من قبل 15 منشقًا ولجنة حقوق الإنسان في الاتحاد السوفيتي التي أسسها أندريه ساخاروف في عام 1970، شرعت مجموعات حقوق الإنسان السوفييتية الأولى في إضفاء الشرعية على عملها من خلال الإشارة إلى المبادئ المنصوص عليها في الدستور السوفييتي وإلى الاتفاقات الدولية.
تبعت هذه المحاولات لاحقًا مجموعة هلسنكي بموسكو الناجحة (التي تأسست عام 1977). أثرت هذه المجموعة مع مجموعات المراقبة التي نشأت على غرارها في زيادة الاهتمام الدولي بالمنشقين المناصرين لحقوق الإنسان.
قابلت جماعات حقوق الإنسان والحقوق المدنية المنشقة عمليات قمع قاسية، إذ واجه معظم الأعضاء السجن أو الطب النفسي العقابي أو النفي.

## المعونة المتبادلةلسجناء الرأي
عانت عائلات المنشقين المعتقلين غالبًا من مشاكل مثل فقدان الوظائف وقلة فرص الدراسة. دعم أقارب وأصدقاء السجناء السياسيين بعضهم البعض عبر شبكات تطوعية غير رسمية. من عام 1974 فصاعدًا، دُعمت هذه الشبكات من قبل صندوق سولجنيتسين للمعونات الذي أنشأه الكاتب المنشق المنفي ألكسندر سولجنيتسين. على الرغم من قلة الموارد والإجراءات القمعية التي مارسته الجنة أمن الدولة، استُخدم هذا الصندوق لتوزيع الأموال وتقديم الدعم المادي لعائلات السجناء.

## المنشقون في منتصف الستينيات
بحلول منتصف الستينيات، شملت الأصوات المنشقة في الاتحاد السوفيتي حركات الأمم التي هُجّرت في ظل حكم ستالين، والحركات الدينية التي عارضت توجيهات الدولة المناهضة للدين، وغيرها من الجماعات مثل الشيوعيين المصلحين والنقابات المستقلة.
جاء بعض الناشطين في مجال حقوق الإنسان من دائرة الشيوعيين المصلحين في وقت لاحق للتحالف مع بيتر وغريغورينكو، وهو جنرال بالجيش الأوكراني خسر مكانته في أوائل الستينيات. كان التتار القرم، وهم مجموعة عرقية هُجّروا في عهد ستالين وقدموا عريضة للعودة إلى وطنهم، بمثابة مصدر إلهام للناشطين في مجال حقوق الإنسان، وكان زعيمهم مصطفى دزيمليف ناشطًا في الحركة الأوسع لحقوق الإنسان. كان لبعض رجال الدين الناشطين أيضًا أثر على الحركة المستقبلية، مثل القس الأرثوذكس الروسي غليب ياكونين، الذي أرسل خطابًا صريحًا ومؤثرًا إلى بطريرك موسكو ألكسيوس الأول في عام 1965، مبينًا أنه يجب تحرير الكنيسة من كامل سيطرة الحكومة السوفيتية.
تمكنت مبادرات الحقوق المدنية وحقوق الإنسان في الستينيات والسبعينيات من توحيد هذه التيارات المختلفة ضمن طيف المنشقين من خلال التركيز على قضايا حرية التعبير وحرية الرأي وحرية الهجرة والسجناء السياسيين. أصبحت الحركة تعرف بكونها «فكرة الاحتجاج المدني كعمل وجودي، ولا تحمل أية دلالات سياسية».